# Панеттоне
Панеттоне (итал. panettone [panetˈtoːne], миланский диалект ломб. panetùn, южн.-ломб. panaton [paneˈtũː], эмил.-ром. и ломб. panatton) — типичный миланский десерт, связанный с кулинарными традициями Рождества и распространённый по всей Италии, а также по всей Аргентине, Уругваю, Бразилии.

## Происхождение
Существуют несколько версий происхождения названия пирога. Романтическая версия гласит, что панеттоне (итал. pan di Antonio) для своей возлюбленной придумал миланский ученик пекаря по имени Антонио. По другой версии, «панеттоне» — родом из миланского диалекта ломбардского языка — pan del ton, что переводят как «хлеб роскоши». Данная версия актуальна и для эмилиано-романьольского языка, где написание слова полностью совпадает с ломбардским эквивалентом.
Другая версия — по преданию, Тони, скромный помощник повара при кухне Лодовико Моро, изобрёл один из самых традиционных куличей Италии. История такова — накануне рождества шеф-повар семьи Сфорца сжёг пирог, приготовленный для герцогского пиршества. Тогда Тони решил пожертвовать кусочком опары, который он отложил для своего собственного рождества. Он смешал его с мукой, яйцами, сахаром, изюмом и засахаренными фруктами, замесил всё несколько раз до получения очень рыхлого и объёмного теста. Результат возымел небывалый успех, и в честь его создателя Лодовико Моро назвал его «Пан де Тони».
Наиболее известные производители панеттоне — Alemagna, Bauli, Le Tre Marie, Motta (в алфавитном порядке). В начале XX века название компании «Мотта» использовали фактически как синоним «панеттоне». Раньше панеттоне выпекали в домашних условиях, но и сегодня самый лучший панеттоне изготовляются самими кондитерскими — пастичериями (от итал. pasticceria).

## Описание
Панеттоне обычно имеет куполообразную форму и составляет около 30 см в высоту. Панеттоне изготавливают из мягкого, не полностью пропечённого теста с засахаренными фруктами и изюмом и подают порезанным на кусочки.
К панеттоне подают горячие напитки, например, кофе или горячий шоколад, либо сладкое итальянское вино — Spumante или Moscato.

## Панеттоне на протяжении веков
Пьетро Верри рассказывает о древней традиции миланской территории, которая в IX веке оживляла христианские праздники — на Рождество вся семья собиралась вокруг очага, ожидая, что отец семейства оторвёт от «большого хлеба» кусок и вручит его всем присутствующим в знак общения. В XV веке в миланских лавках пекарям, которые месили хлеб для бедных (называемый «просо»), было запрещено производить хлеб для богатых и благородных (белый хлеб, называемый «миккой»). Исключением был один день — день Рождества, когда аристократы и плебеи могли потреблять один и тот же хлеб, подаренный пекарями своим клиентам. Это был хлеб для богатых, а именно роскошный хлеб из чистой пшеницы, наполненный маслом, мёдом и изюмом.
В течение XIX века во время австрийского владычества панеттоне стал незаменимым главным героем ежегодной традиции — губернатор Милана, Фикельмон, обычно предлагал его князю Меттерниху в качестве личного подарка. Поэт Пастори, один из самых популярных миланских поэтов XX века упоминает этот тип пирога в одном из своих стихотворений.
В XX веке итальянские компании по производству продуктов питания и пекарни производят 117 миллионов тортов панеттоне и пандоро каждое Рождество на общую сумму 579 миллионов евро. С 2013 года в Милане проводят мероприятие, на котором награждают лучшие традиционные панеттоне Италии.